# Csi Cshanguk
Csi Cshanguk (hangul: 지창욱, handzsa: 池昌旭, RR: Ji Chang-uk; 1987. július 5.–) dél-koreai színész, musicalszínész. A Smile Again című szappanoperával vált ismertté, majd olyan sorozatokban szerepelt, mint a Warrior Baek Dong-soo, A császárság kincse vagy a Healer.

## Élete és pályafutása
Pályafutását musicalszínészként kezdte, de nem volt sikeres. 2006-ban egy kisebb szerepet kapott a Days... című filmben, majd egy 2008-as sorozatban, az I Like You-ban. Ennek ellenére első hivatalos szerepének a 2008-as Sleeping Beauty című filmet tartják. 2009-ben szerepet kapott a My Too Perfect Sons című sorozatban, ahol egy 20 éves fiatalembert alakított, aki felneveli barátja kislányát. A sorozat 40%-os nézettséggel zárt és ismertté tette a színészt. Ezt követően I Dzsungi (Lee Jun-gi) Hero című sorozatában játszott mellékszerepet.
2010-ben megkapta első főszerepét a 159 részes családi sorozatban, a Smile Againben, ahol egy koreai-amerikai rövidpályás gyorskorcsolyázót alakított. A szerep kedvéért napi négy-öt órát gyakorolt a jégpályán professzionális segítséggel. A sorozat 15 hétig vezette a nézettségi listákat és Csi (Ji) elnyerte a KBS Drama Awards legjobb színésznek járó díját is napi szappanopera kategóriában.
Ezt követően 2011-ben a Warrior Baek Dong-soo című történelmi sorozat címszerepét alakította. A sorozat 13 hétig volt első a saját vetítési sávjában, Csi (Ji) pedig elnyerte a legjobb újoncnak járó díjat az SBS Drama Awards-on.
Ugyanebben az évben a Bachelor's Vegetable Store című sorozatban játszott főszerepet, mely igaz történeten alapulva mutatta be egy zöldséges életét, aki egy kis üzletből virágzó franchise-t épített ki.
2012-ben a Five Fingers című sorozatban negatív szereplőként volt látható.
2013-ban a The Days című musicalben játszott, majd megkapta Togon Temür mongol kán szerepét A császárság kincse című sorozatban.
2013 júliusában az ötrészes, Have You Ever Had Coffee With an Angel? című omnibuszfilmben játszott.
2014-ben a Healer című sorozat főszerepét alakította.

## Filmográfia

### Televíziós sorozatok
| Év        | Cím                                                     | Szerep                                                                         | Csatorna  |
| --------- | ------------------------------------------------------- | ------------------------------------------------------------------------------ | --------- |
| 2008      | You Stole My Heart                                      | Lee Phillip                                                                    | KBS2      |
| 2009      | My Too Perfect Sons                                     | Szong Miphung (Song Mi-poong)                                                  | KBS2      |
| 2009–2010 | Hero                                                    | Pak Csunhjong (Park Jun-hyeong)                                                | MBC       |
| 2010–2011 | Smile Again                                             | Carl Laker / Donghe (Dong-hae)                                                 | KBS1      |
| 2011      | Warrior Baek Dong-soo                                   | Pek Tongszu (Baek Dong-soo)                                                    | SBS       |
| 2011–2012 | Bachelor's Vegetable Store                              | Han Thejang (Han Tae-yang)                                                     | Channel A |
| 2012      | Five Fingers                                            | Ju Inha (Yoo In-ha)                                                            | SBS       |
| 2013–2014 | A császárság kincse                                     | Togon Temür mongol nagykán és kínai császár a Jüan-dinasztiából                | MBC       |
| 2014      | Secret Love                                             | Guardian Angel No. 2013 (9-10 rész: "Have You Ever Had Coffee With an Angel?") | Dramacube |
| 2014–2015 | Healer                                                  | Szo Dzsonghu / Pak Pongszu (Seo Jung-hoo/Park Bong-soo/) / Healer              | KBS2      |
| 2016      | The Whirlwind Girl 2                                    | Csang An (Chang An)                                                            | Hunan TV  |
| 2016      | The K2                                                  | Kim Dzseha (Kim Je-ha)                                                         | tvN       |
| 2017      | Suspicious Partner                                      | No Dzsiuk (Noh Ji-wook)                                                        | SBS       |
| 2019      | Melting Me Softly                                       | Ma Dongcshan (Ma Dong-chan)                                                    | tvN       |
| ?         | Mr Right                                                | Vang Vej-an (Wang Weian)                                                       | HBS       |
| 2022      | Annarasumanara: A varázslat hangja (The Sound of Magic) | Riul (Ri-eul)                                                                  | Netflix   |

### Filmek
| Év   | Cím                       | Szerep            |
| ---- | ------------------------- | ----------------- |
| 2006 | Days...                   |                   |
| 2008 | Sleeping Beauty           | Csinszo (Jin-seo) |
| 2010 | Death Bell 2: Bloody Camp | Szuil (Soo-il)    |
| 2015 | The Long Way Home         | cameo             |
| 2016 | Fabricated City           |                   |
| 2017 | Two Constables            |                   |

## Musicalek
| Év   | Cím                 | Szerep                    |
| ---- | ------------------- | ------------------------- |
| 2007 | Fire and Ice        |                           |
| 2011 | Thrill Me           | Richard Loeb              |
| 2013 | The Days            | Mujong (Mu-young)         |
| 2013 | Jack the Ripper     | Daniel                    |
| 2013 | Brothers Were Brave | I Dzsubong (Lee Joo-bong) |
| 2014 | The Days            | Mujong (Mu-young)         |

## Diszkográfia
| Év   | Cím | Megjegyzés                                  |
| ---- | --- | ------------------------------------------- |
| 2011 | Meet Again | Warrior Baek Dong-soo OST                   |
| 2011 | Oh Sing Sing Men (ft. I Gvangszu (Lee Kwang-soo), Kim Jonggvang (Kim Young-kwang), Sin Vonho (Shin Won-ho), Szongdzse (Sung-je), Csihjok (Ji-hyuk) | Bachelor's Vegetable Store OST japán kiadás |
| 2011 | Your Warmth | Bachelor's Vegetable Store OST japán kiadás |
| 2012 | Fill Up | Five Fingers OST                            |
| 2014 | To the Butterfly | Empress Ki OST                              |
| 2015 | I Will Protect You | Healer OST                                  |

## Díjak és elismerések
| Év   | Díj                                 | Kategória                                         | Jelölés               | Eredmény |
| ---- | ----------------------------------- | ------------------------------------------------- | --------------------- | -------- |
| 2011 | 4. Korea Drama Awards               | Legjobb új színész                                | Smile Again           | Jelölve  |
| 2011 | 2011 KBS Drama Awards               | Kiválóság-díj, színész szappanoperában            | Smile Again           | Elnyerte |
| 2011 | 2011 SBS Drama Awards               | Új csillag                                        | Warrior Baek Dong-soo | Elnyerte |
| 2012 | 2012 SBS Drama Awards               | Kiválóság-díj, színész szappanoperában            | Five Fingers          | Jelölve  |
| 2013 | 7. The Musical Awards               | Legjobb új musicalszínész                         | The Days              | Elnyerte |
| 2013 | 2013 MBC Drama Awards               | Kiválóság-díj, színész különleges drámaprojektben | Empress Ki            | Elnyerte |
| 2014 | 9. Seoul International Drama Awards | Kiemelkedő koreai színész                         | Empress Ki            | Jelölve  |
| 2014 | 7. Korea Drama Awards               | Kiváló színész                                    | Empress Ki            | Jelölve  |
| 2014 | 3. APAN Star Awards                 | Kiválóság-díj sorozatban                          | Empress Ki            | Jelölve  |
| 2014 | 2014 KBS Drama Awards               | Kiválóság-díj közepes hosszúságú sorozatban       | Healer                | Jelölve  |
| 2014 | 2014 KBS Drama Awards               | Népszerű színész                                  | Healer                | Elnyerte |
| 2014 | 2014 KBS Drama Awards               | Legjobb páros Pak Minjong (Park Min-young)gal     | Healer                | Elnyerte |

## Fordítás
Ez a szócikk részben vagy egészben  a   Ji Chang-wook című angol Wikipédia-szócikk fordításán alapul.  Az eredeti cikk szerkesztőit annak laptörténete sorolja fel. Ez a jelzés csupán a megfogalmazás eredetét és a szerzői jogokat jelzi, nem szolgál a cikkben szereplő információk forrásmegjelöléseként.